# Yulin (Guangxi)
Yulin (kinesisk: 玉林; pinyin: Yùlín) er et bypræfektur i den sydøstlige del af den autonome region Guangxi i Folkerepublikken Kina. Det har et areal på 12.839 km² og 	6.250.000 indbyggere med en befolkningstæthed på 487 indb./km² (2007).

## Administrative enheder
Bypræfekturet Yulin har jurisdiktion over et distrikt (区 qū), ett byamt (市 shì) og 4 amter (县 xiàn).
| Kort            | Kort    | Kort   | Kort         | Kort                   | Kort        | Kort      | Kort | Kort |
| --------------- | ------- | ------ | ------------ | ---------------------- | ----------- | --------- | ---- | ---- |
| Områder i Yulin |         |        |              |                        |             |           |      |      |
| #               | Navn    | Hanzi  | Pinyin       | Befolkning (2003 est.) | Areal (km²) | Indb./km² |      |      |
| Distrikter      |         |        |              |                        |             |           |      |      |
| 1               | Yuzhou  | 玉州区 | Yùzhōu Qū    | 910.000                | 1.251       | 727       |      |      |
| Byamt           |         |        |              |                        |             |           |      |      |
| 2               | Beiliu  | 北流市 | Běiliú Shì   | 1.200.000              | 2.457       | 488       |      |      |
| Amter           |         |        |              |                        |             |           |      |      |
| 3               | Xingye  | 兴业县 | Xīngyè Xiàn  | 680.000                | 1.487       | 457       |      |      |
| 4               | Rong    | 容县   | Róng Xiàn    | 770.000                | 2.257       | 341       |      |      |
| 5               | Luchuan | 陆川县 | Lùchuān Xiàn | 920.000                | 1.551       | 593       |      |      |
| 6               | Bobai   | 博白县 | Bóbái Xiàn   | 1.500.000              | 3.836       | 591       |      |      |

## Kultur
Yulin er også kendt for sin årlige hundekødfestival, der finder sted den 21. juni. Over 10.000 hunde dræbes på denne festival til konsum. Rapporter om umenneskelig behandling, herunder tortur, fik berømtheder og andre til at protestere mod festivalen.

## Trafik
Kinas rigsvej 324 fører gennem området. Den går fra Fuzhou i provinsen Fujian og gennem Guangdong, Guangxi, Guizhou, og ender i Kunming i Yunnan.